# 어반디케이
어반디케이(Urban Decay)는 미국 캘리포니아주 뉴포트비치에 본사를 둔 화장품 브랜드로, 프랑스 회사 로레알의 자회사이다. 어반디케이는 각자의 대담한 개성을 추구하며 "Beauty for the bold"라고 아름다움을 정의한다.